# تشرنوویتسه (ناحیه دوماژلیتسه)
تشرنوویتسه (به چکی: Černovice) یک منطقهٔ مسکونی در جمهوری چک است که در ناحیه دوماژلیتسه واقع شده‌است. تشرنوویتسه ۶٫۶۷ کیلومتر مربع مساحت و ۲۰۵ نفر جمعیت دارد و ۴۳۷ متر بالاتر از سطح دریا واقع شده‌است.